# Hjalmar Christensen
Hjalmar Christensen (ur. 5 maja 1869 w Førde, zm. 29 grudnia 1925 w Bergen) – norweski pisarz i krytyk literacki.

## Życiorys
Hjalmar Christensen przyszedł na świat 5 maja 1869 roku w Førde, w rodzinie inżyniera i kapitana Michaela Sundt Tuchsen Christensena (1827-1895) i Frederikke Sophie Elster (1838-1927). Był starszym bratem Ingolfa Elstera Christensena (1872-1943), późniejszego oficera i polityka, członka rządu norweskiego.
Po ukończeniu szkoły średniej w Førde, zdał w 1887 roku egzamin maturalny w Bergen i rozpoczął w Kristianii studia w dziedzinie literatury, języków i prawa. W czasie zimowego pobytu w domu rodzinnym w 1888 poznał Dagny Juel, późniejszą żonę pisarza Stanisława Przybyszewskiego, z którą połączyło go młodzieńcze uczucie. Związek ten zakończył się wiosną 1891 roku. W 1892 Christensen ukończył studia.
Jako pisarz zadebiutował w 1889 roku powieścią En frisindet (Liberał). Pisał powieści, opowiadania, dramaty. Jednak dużo ważniejsze w jego działalności okazały się być eseje i teksty krytyczno-literackie i publicystyczne. Już w roku 1893 w opracowaniu Unge nordmænd (Młodzi Norwegowie) pokusił się o scharakteryzowanie nowych prądów w literaturze norweskiej. Pisał też na temat sztuki i życia kulturalnego Norwegii. Wiele uwagi poświęcił m.in. drugiej połowie XIX wieku i działającym w tym czasie pisarzom.
Jako publicysta skłaniał się ku konserwatyzmowi, co wynikało raczej nie z zamiłowania do tradycji, ale z niechęci do tego, co nowe. Mimo to jego prace charakteryzuje brak uprzedzeń, a także wolność poglądów mająca swoje korzenie w głębokim humanizmie autora. Po I wojnie światowej Christensen poświęcił się głównie pracom związanym z analizą przyczyn wybuchu tego konfliktu zbrojnego.
Po roku 1916 Christensen ponownie osiedlił się w Førde, ale nieustająco podróżował między domem a stolicą. Zmarł po krótkiej chorobie w szpitalu w Bergen 29 grudnia 1925 roku. Był trzykrotnie żonaty.